# Катастрофа Ил-18 в Сходне
Катастрофа Ил-18 в Сходне — авиационная катастрофа, произошедшая субботним днём 3 марта 1973 года в Сходне. Авиалайнер Ил-18В авиакомпании «Балкан» завершал плановый международный рейс LZ-307 по маршруту София  — Москва, но при заходе на посадку лайнер прервал заход на посадку и ушёл на второй круг. При повторном заходе на посадку самолёт резко сорвался в пикирование, после чего врезался  в землю перед школой-интернат городе Сходня. Погибли все 25 человек на борту — 17 пассажиров и 8 членов экипажа.

## Самолёт
Ил-18В с бортовым номером LZ-BEM (заводской — 182005602, серийный — 056-02) был выпущен заводом ММЗ «Знамя Труда» в 1962 году, а к 6 марта 1963 года передан Болгарским авиалиниям.

## Экипаж
Экипаж самолёта имел следующий состав:
- Командир воздушного судна — Харалампи Иванов Стоянов.
- Второй пилот — Ради Димитров Радев.
- Штурман — Пётр Васильев Петров.
- Бортмеханик — Илья Христов Лалов.
- Бортрадист — Георгий Валов Драганов.
- Стюардессы:
  - Яна Стоименова Пенькова,
  - Вирджиния Василева Георгиева,
  - Милка Христова Генова.

## Катастрофа
3 марта 1973 года, в 09:13 (08:13 местного времени, 06:13 UTC) с 17 пассажирами и 8 членами экипажа на борту рейс 307 вылетел из Софийского аэропорта Враждебна, а рейс выполнял Ил-18В борт LZ-BEM, летящий из Софии в Москву. Экипаж перед вылетом получил необходимый пакет документов, в котором был и прогноз погоды, согласно которому в аэропорту Шереметьево ожидались погодные условия лучше установленных метеорологических минимумов для экипажа и аэропорта.
Полёт до Москвы прошёл без отклонений и в 12:27:53,5 экипаж в первый раз установил связь с диспетчером в Шереметьево. В 12:28:34 диспетчер передал рейсу 307 условия посадки, которые были выше установленного погодного минимума, но при этом было также указано о наличии обледенения в облаках. Аэропорт работал в обычном режиме, взлётно-посадочные полосы были в нормальном состоянии, а коэффициент трения на них составлял 0,34. Радионавигационное и световое оборудование, а также радиосвязь в аэропорту Шереметьево работали также нормально и замечаний по ним не было. В 12:29:20,2 рейсу 307 было дано разрешение выполнять прямой заход на полосу 07 (посадочный курс 068°), но самолёт значительно отклонился от глиссады и курса посадки, поэтому экипаж был вынужден прервать заход и уйти на второй круг.
Выполняя повторный заход, экипаж в 12:44:03,3 установил связь с диспетчером взлёта и посадки, после чего в 12:44:05,13 последний передал, что удаление от полосы составляет 8,5 километров, а заодно дал разрешение снижаться до 200 метров на дальний приводной радиомаяк. В 12:45:29,8 диспетчер посадки передал экипажу, что они в 5 километрах от аэропорта и на 15 метров ниже глиссады, а в 12:45:39 связь с бортом LZ-BEM прервалась. Ил-18 перешёл в быстрое снижение, опустив нос, а в 12:45:50 практически отвесно врезался в землю на удалении 4330 метров от торца полосы и в 70 метрах правее продолжения её оси (Сходня, Горная улица, 21, Школа-интернат, футбольное поле школы). При ударе о землю авиалайнер полностью разрушился и сгорел, а все 25 человек на борту погибли. В школе-интернат выбило все стекла со стороны футбольного поля, ученики побежали в спальный корпус, крылом самолета разрушило крыльцо с торца дома на первом этаже 2хэтажного учительского жилого дома.

## Расследование
При расследовании катастрофы борта LZ-BEM следователи опирались на следующие данные:
- Записи с бортовых самописцев;
- Характер столкновения самолёта с землёй и разрушение конструкции при ударе;
- Математические расчёты по определению фактической траектории полёта;
- Показания очевидцев, наблюдавших самолёт после его выхода из облаков.

Выполняя первый заход на посадку, самолёт прошёл зону дальнего привода на высоте 250 метров, когда экипаж принял решение уходить на второй круг. Повторный заход выполнялся уже в облаках и проходил нормально вплоть до удаления 5 километров от торца полосы, при этом авиалайнер снижался с выпущенными шасси, закрылками на 30° и со скоростью, установленной для фактической посадочной массы. Дальний приводной радиомаяк был пройден на 50 метров ниже установленной высоты, поэтому для входа в глиссаду экипаж решил выполнить разворот с небольшим набором высоты. Первую часть разворота самолёт выполнял с набором высоты, а руль высоты был отклонён вверх. Затем для правильного входа в глиссаду пилоты плавно опустили руль высоты на 8° вниз, при этом возникла отрицательная перегрузка в 0,5—0,6g. Но потом руль высоты резко (за полсекунды) отклонился максимально вниз — до -15°.
В ходе расследования были рассмотрены следующие возможные причины:
1. Разрушение конструкции в воздухе
Некоторые обломки на месте катастрофы так и не были найдены, несмотря на тщательные поиски. Однако изучение характера разрушений остальных компонентов свидетельствовало, что никаких повреждений конструкции до столкновения с землёй не было.
2. Отказ управления по тангажу
Были изучены все компоненты системы управления рулями высоты, а также проанализированы записи с бортовых самописцев. По результатам этих проверок не было найдено никаких признаков того, что катастрофа произошла из-за каких-либо нарушений в системе управления по тангажу.
3. Отказ силовой установки с созданием обратной тяги
Эта версия была быстро отклонена на том основании, что по результатам изучения обломков было установлено, что все двигатели работали в режиме тяги с установкой топливных рычагов на угол 38°, а бортовые самописцы не зафиксировали, чтобы какой-нибудь двигатель начал работать в режиме реверса.
4. Умышленное или случайное включение автопилота
Согласно записям с бортовых самописцев, экипаж отключил автопилот ещё до возникновения аварийной ситуации и больше его не включал. Сервоприводы автопилота были найдены в отключённом состоянии, но возможно, что экипаж это сделал специально из предосторожности, когда пытался исправить возникшую чрезвычайную ситуацию.
5. Резкий манёвр с целью избежать столкновения со стаей птиц
По данным экспертов от Академии наук СССР, в облаках в районе и на высоте следования самолёта стай перелётных птиц не было.

В то же время было отмечено, что экипаж выполнял манёвры близ облаков, в которых наблюдалось обледенение. Это подтверждалось переданным диспетчером экипажу прогнозом погоды, данными метеонаблюдения, а также показаниями экипажей самолётов, которые во время происшествия пролетали близ аэропорта Шереметьево. Ранее уже неоднократно проводили лётные испытания и исследования самолёта Ил-18 по изучению его характеристик устойчивости и управляемости. Все эти испытания и исследования показали, что Ил-18 имеет надёжный запас безопасности во всех режимах полёта и даже при отклонениях от нормальных условий, но в пределах допустимого, которые могут возникать при реальной эксплуатации.
Конкретно для ситуации с выполнением полёта в условиях обледенения и при выключенной противообледенительной системе стабилизатора рекомендовалось при заходе на посадку выпускать закрылки на угол не более 15°. Проводившиеся испытания и исследования в условиях реального обледенения и при имитации отложения льда на хвостовом оперении свидетельствовали, что в этом случае самолёт остаётся стабильным, а управляемость им сохраняется. Но в случае с бортом LZ-BEM закрылки были выпущены уже на угол 30°. Потеря устойчивости в таких условиях могла произойти, если на передней кромке стабилизатора имелось отложение льда.

## Причины
1. Предполётная подготовка и проверка членов экипажа, их квалификация и навыки по выполнению полётов на самолётах типа Ил-18, в том числе и на маршруте София — Москва, соответствовали требованиям авиакомпании Балканских авиалиний.
2. Состояние физического здоровья членов экипажа и график труда/отдыха удовлетворял современным требованиям авиакомпании и не могли способствовать катастрофе.
3. Самолёт был подготовлен для выполнения полёта, технически исправен и имел все необходимые документы.
4. Вес и центровка самолёта находились в установленных пределах.
5. Погодные условия в районе аэропорта Шереметьево к моменту прибытия самолёта позволяли выполнять заход при установленных в авиакомпании и для аэропорта метеорологических минимумах.
6. Радионавигационное и световое оборудование системы посадки, а также радиосвязь в аэропорту работали нормально и в соответствии с установленными правилами.
7. Работники службы управления воздушным движением передавали экипажу необходимые данные для выполнения захода на посадку, в том числе предупреждение об обледенении в облаках, а также своевременно сообщали инструкции по выполнению схемы захода и снижению к полосе.
8. До столкновения с землёй на борту самолёта не было ни взрывов, ни пожаров, ни разрушения конструкции.
9. Повторный заход на посадку выполнялся до удаления около 5 километров от полосы, после чего авиалайнер перешёл в крутое пике.
10. В момент столкновения с землёй самолёт был в посадочной конфигурации с выпущенными шасси и закрылками на 30°; все двигатели при этом работали.
11. Катастрофа не произошла из-за отказа системы управления по тангажу, сбоя в работе двигателя, либо случайного или намеренного включения автопилота.
12. Маловероятно, что к катастрофе привёл манёвр уклонения от столкновения с птицами.
13. После того, как произошла катастрофа, были предприняты все возможные чрезвычайные меры на месте происшествия.

Согласно заключению комиссии, наиболее вероятно, что к катастрофе привело неблагоприятное сочетание ряда факторов:
- Обледенение стабилизатора, так как его противообледенительная система, вероятно, была отключена;
- Экипаж выполнял манёвр по исправлению отклонения от глиссады, при этом возникла отрицательная перегрузка в 0,5—0,6g;
- Закрылки были полностью выпущены в посадочное положение, в результате чего возник эффект ухудшения обтекания воздухом нижней поверхности стабилизатора, что привело к изменению нагрузки на штурвальные колонки.

В результате такого стечения факторов нагрузка от штурвала на руль высоты могла оказаться слишком высокой, поэтому последний в данном случае резко отклонился бы вниз, введя самолёт в крутое пике. Отрицательная перегрузка в таких условиях ещё больше бы возросла, из-за чего пилоты с учётом дефицита времени (из-за малой высоты полёта) не смогли бы своевременно исправить возникшую ситуацию. Так как самолёт полностью разрушился, то следователи не смогли определить, была ли включена противообледенительная система хвостового оперения, а потому не было улик, которые могли бы подтвердить, либо опровергнуть эту версию событий.

### Комментарии
1. ↑  Здесь и далее по умолчанию указано Московское время (MSK).